# Leptostomum macrocarpum
Leptostomum macrocarpum là một loài Rêu trong họ Bryaceae. Loài này được (Hedw.) Bach. Pyl. mô tả khoa học đầu tiên năm 1814.